# Sciurus deppei
La ardilla de Deppe (Sciurus deppei) es una especie de roedor de la familia Sciuridae.

## Distribución geográfica
Se encuentra en Belice, Costa Rica, El Salvador, Guatemala, Honduras, México y Nicaragua.